# Giovanni Prampolini (ingegnere)
Giovanni Prampolini (Villa Bagno, 14 aprile 1878 – Sant'Antonino di Casalgrande, 19 gennaio 1935) è stato un ingegnere e dirigente d'azienda italiano.

## Biografia
Giovanni Prampolini nacque a Villa Bagno, frazione di Reggio Emilia, da Gaetano Prampolini e Edvige Frailik (1851-1925). Nel 1901, dopo essersi laureato in ingegneria, divenne dirigente delle Officine meccaniche e Fonderie dell'ing. Romano Righi di Reggio Emilia. Nel dicembre 1904 l'azienda cambiò il proprio nome in Società Anonima Officine Meccaniche Reggiane (OMR) e, nel gennaio 1905, Prampolini ne assunse la direzione. Dal 1906 fu anche consigliere delegato della società, mantenendo la carica fino al 1917.
Nel 1907, con il sostegno della Cassa di Risparmio di Reggio Emilia, fondò insieme al socio modenese Romano Righi, nel frattempo uscito dalle Reggiane, una nuova società chiamata Società di Arti Grafiche, la quale nel 1909 arrivò ad occupare 150 tecnici. Dopo avere ricevuto, nel luglio 1907, la nomina a cavaliere, nel 1908 diede vita alla Banca di Reggio Emilia, di cui fu presidente fino al fallimento, avvenuto nel 1929 in seguito allo scoppio della grande crisi. 
A partire dal 1908 fu presidente anche della Società tramvie imprese elettriche di Ancona. Nel febbraio 1909 venne ordinato Ufficiale e, in seguito, nel marzo 1910, Commendatore. Nel 1911 si iscrisse alla Società Agraria di Reggio Emilia. Il 1912 invece fu l'anno del braccio di ferro con il presidente delle Reggiane, Giuseppe Menada, che causò le dimissioni di quest'ultimo dall'azienda. Tra il 1913 e il 1914 fu uno degli artefici della trasformazione del periodico romano L'Idea Nazionale da settimanale a quotidiano. 
Fu anche consigliere delegato de Il Resto del Carlino di Bologna e, inoltre, controllò il quotidiano reggiano L'Italia Centrale, attraverso Aldo Valori, il quale ne era diventato direttore nel 1910 provenendo proprio dal Carlino. Sempre nel 1913 e il 1914, insieme al politico bussetano Lino Carrara e ad altri, contribuì al riscatto di buona parte delle azioni del quotidiano bolognese permettendo così allo stesso Carrara e al giornalista Filippo Naldi di assumerne la direzione. 
Proprietario di grandi tenute nei pressi del paese reggiano di Casalgrande, risiedeva a Reggio Emilia e, dal 1915, aveva come dimora estiva il Castello della località di Albinea. Castello che vendette nel 1931 a Manuel Carrasco y Reyes, rettore del Collegio di Spagna di Bologna e console spagnolo presso il Quirinale. 
Morì a Sant'Antonino di Casalgrande il 19 gennaio 1935. 

## Vita privata
Il 25 novembre 1901, a Reggio Emilia, sposò Valentina Valentini.
Era cugino degli industriali reggiani Giovanni e Natale Prampolini, fondatori e proprietari della Fratelli Giovanni e Natale Prampolini. Società collettiva per l'industria della fabbricazione dell'acido solforico e concimi chimici di Villa Ospizio. I due industriali appartenevano anch'essi ai Prampolini di Villa Bagno.